# Pardopsis punctatissima
Pardopsis punctatissima ist ein in Afrika vorkommender Schmetterling (Tagfalter) aus der Familie der Edelfalter (Nymphalidae).

## Merkmale

### Falter
Die Flügelspannweite der Falter beträgt 25 bis 30 Millimeter. Die Weibchen sind etwas größer als die Männchen. Bei beiden Geschlechtern haben die Flügel eine orangegelbe Grundfarbe. Der Apex der Vorderflügeloberseite sowie der Saum sind schwärzlich verdunkelt. Arttypisch ist eine ausgeprägte Zeichnung schwarzer Punkte über sämtliche Flügel, ähnlich einem Polka Dots-Muster. Im englischen Sprachgebrauch wird die Art deshalb auch als Polka Dot bezeichnet. Die schwarze Punktzeichnung scheint auf die Flügelunterseiten hindurch.

### Raupe
Ausgewachsene Raupen haben eine grünliche Farbe und zeigen undeutliche Längsstreifen. Auf jedem Körpersegment befinden sich vier Dornen. Die auf dem ersten Körpersegment befindlichen langen Stacheln können unabhängig bewegt werden.

### Ähnliche Arten
- Die Falter von Obeidia trigata und Zerenopis lepida zeigen ein ähnliches schwarzes Fleckenmuster auf orangegelbem Grund. Ihnen fehlt jedoch die schwarze Zeichnung an Apex und Saum.[3]
- Ähnliche Falter innerhalb der sehr artenreichen Gattung Acraea, beispielsweise Acraea acrita, Acraea atolmis, Acraea aglaonice und Acraea neobule haben zumeist eine kräftig orange Grundfarbe. Bei allen diesen Acraea-Arten ist die schwarze Punktzeichnung weniger intensiv gestaltet als bei Pardopsis punctatissima.

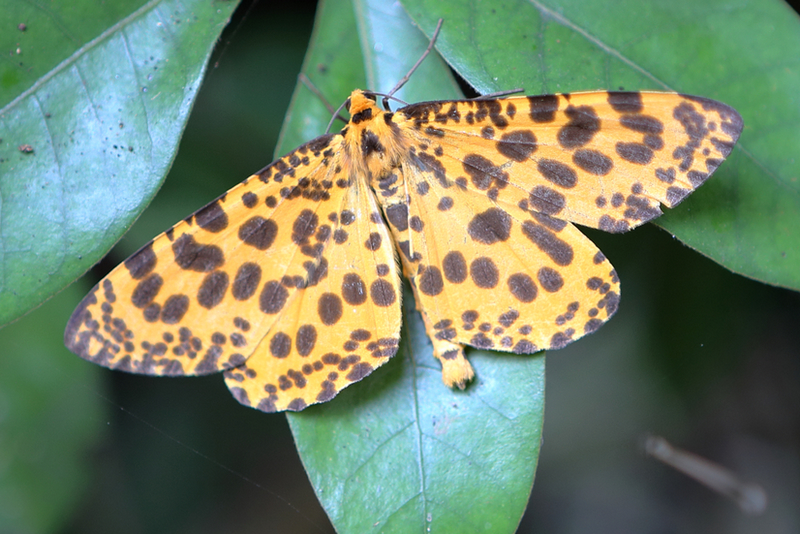
Obeida tigrata
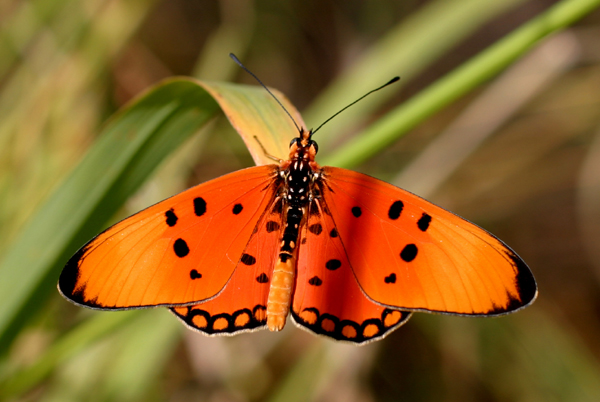
Acraea acrita
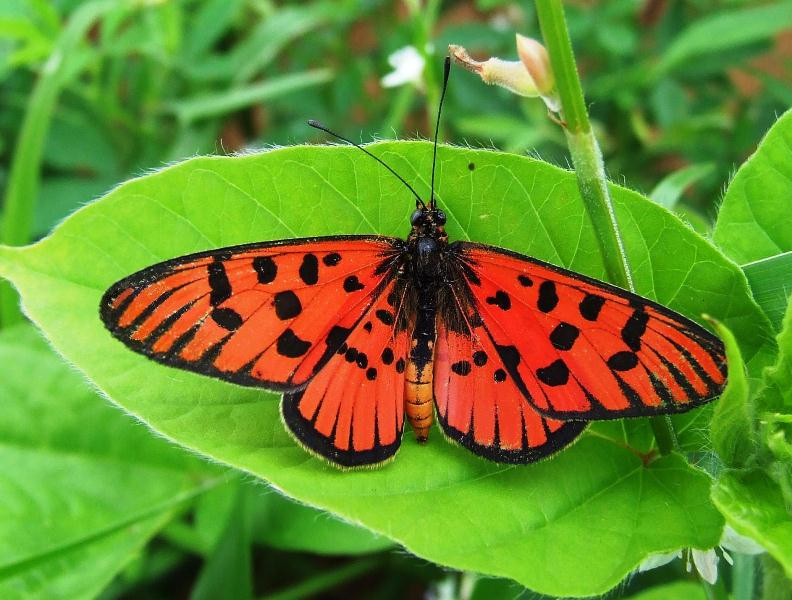
Acraea atolmis
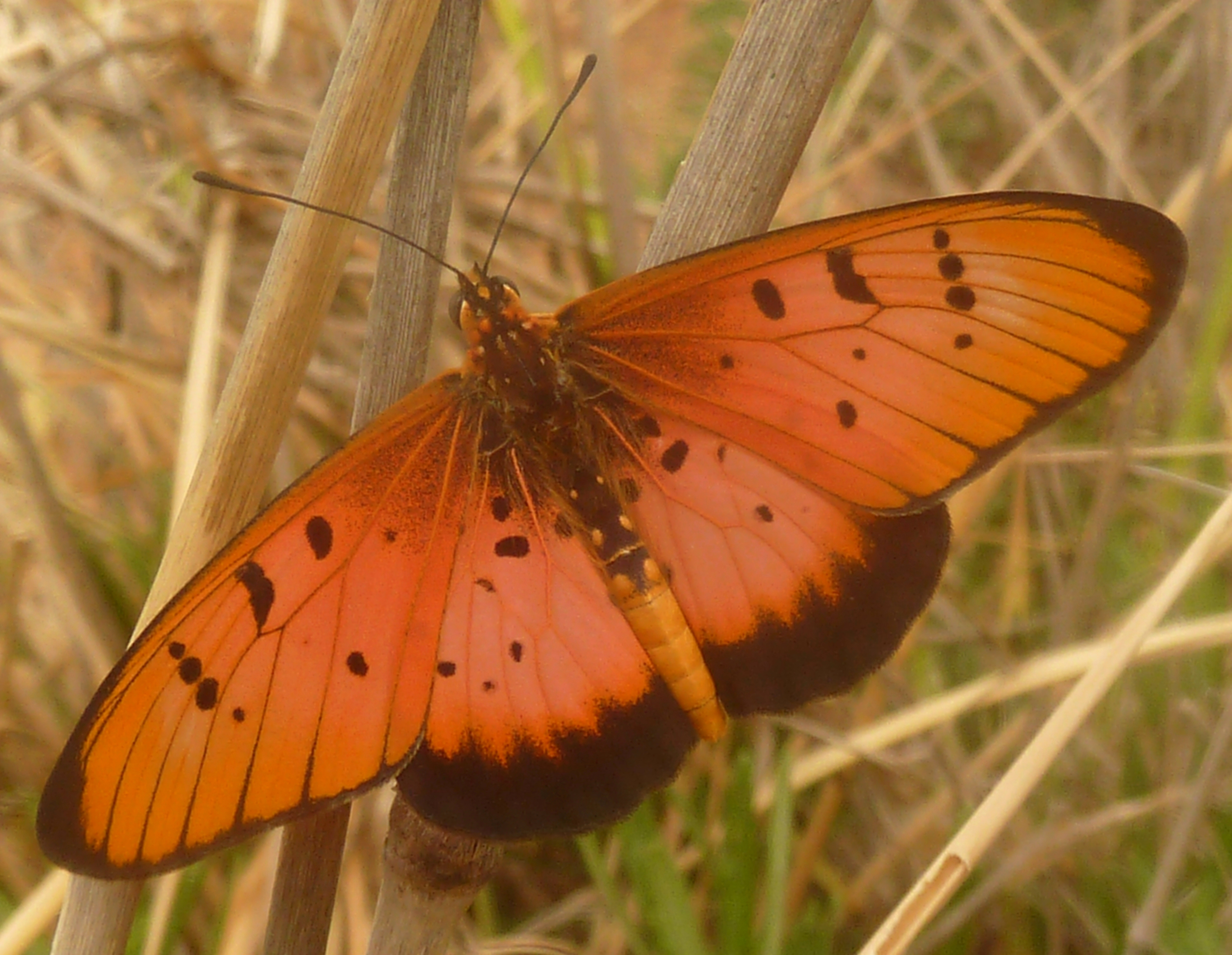
Acraea aglaonice
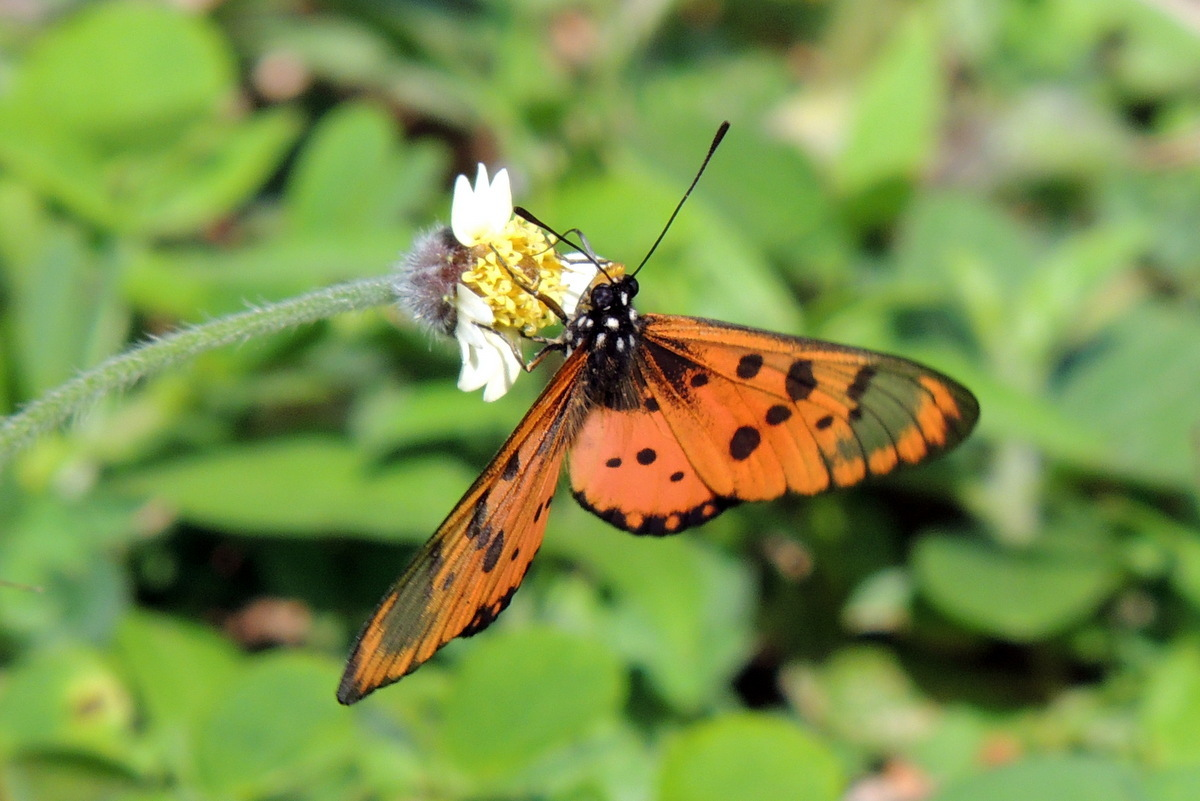
Acraea neobule

## Verbreitung und Lebensraum

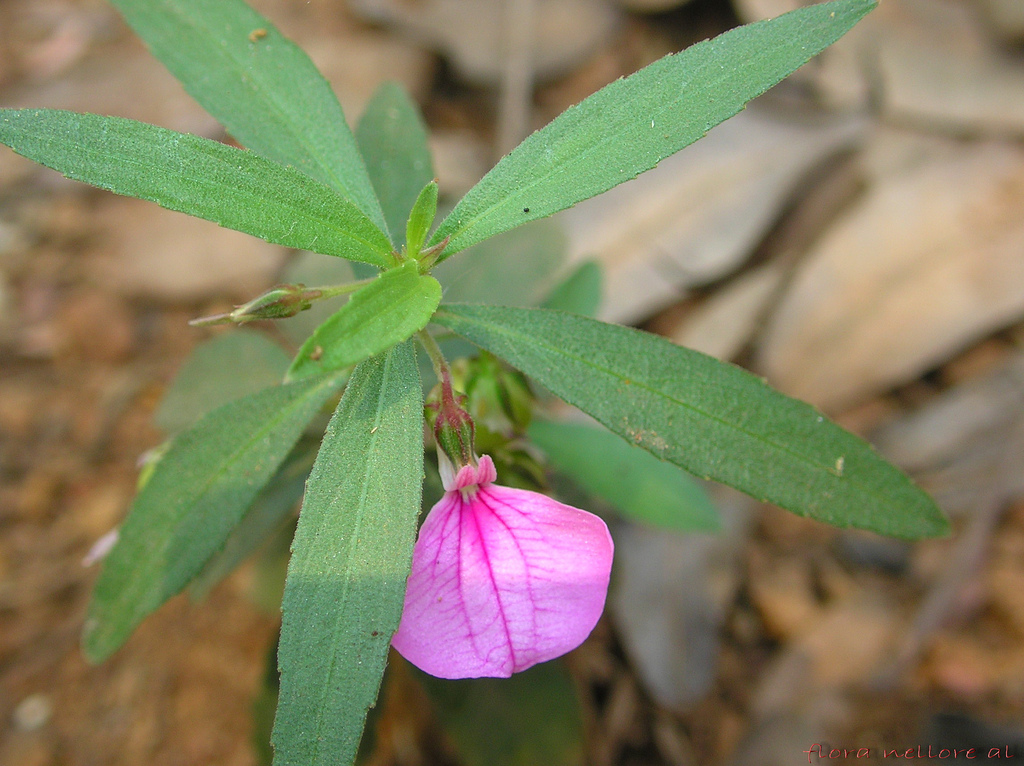
Hybanthus enneaespermus, eine Nahrungspflanze der Raupen

Pardopsis punctatissima kommt im Osten Afrikas vor und ist auch auf Madagascar heimisch. Die Art besiedelt in erster Linie Wiesengebiete am Rande von Gewässern.

## Lebensweise
Die Falter fliegen das ganze Jahr hindurch in mehreren Generationen. Am zahlreichsten treten sie von Oktober bis März auf. Sie saugen gerne an Blüten, um Nektar aufzunehmen. Als Entwicklungszeit liegen die folgenden Angaben vor: Ei – acht Tage, fünf Raupenstadien – 32 Tage,  Puppenruhe – 17 Tage. Die Raupen ernähren sich in erster Linie von den Blättern der zu den Veilchengewächsen (Violaceae) zählenden Hybanthus enneaespermus oder Hybanthus capensis.